# Myotis oxyotus
Myotis oxyotus або Myotis blythii oxygnathus — вид рукокрилих роду Нічниця (Myotis). 

## Поширення, поведінка
Проживання: Болівія, Колумбія, Коста-Рика, Еквадор, Панама, Перу, Венесуела. У Болівії знайдений до 3800 м, у Венесуелі від 1800 до 3100 м, у Колумбія 1,600-2,600 м, 2,600-3,900 м у Перу. Здається, обмежений Андським гірським формуванням. Знаходиться в вічнозелених гірських лісах і узліссях.

## Морфологія

### Морфометрія
Довжина голови й тіла: 42-58, довжина хвоста: 36-47, довжина задньої ступні: 7-10, довжина вуха: 11-15, довжина передпліччя 38-43, вага: 4-8 гр. 

### Опис
Це невеликого розміру кажан. Голова трикутна. Ніс має конічну форму. Вуха трикутні і загострені. Очі малі. Хутро м'яке, шовковисте. Спина від темно-коричневого до чорного кольору з блідими кінчиками волосся і чорнуватим кольором основи, надаючи матовий вигляд. Є довге волосся в центрі спини. Черевна область аналогічна кольору спини, але з жовтувато-коричневими кінчиками волосся. Мембрана осягає більше, ніж довжина ніг. Хвіст повністю всередині мембрани. 
| Зубна формула   |
| --------------- |
| I 2 C 1 P 3 M 3 |
| I 3 C 1 P 3 M 3 |